# 女子的生活
《女子的生活》為坂木司所寫的日本文藝輕小説。作爲參與文藝誌《yom yom》的第3屆單篇競作企劃「雙人同居」，而在2013年春季所刊登的短編小説「女子的生活」大受好評、2014年冬季至2015年秋季、並在2016年春季全6回連載化、2016年8月在新潮社合集出版。描述自稱跨性別的「みき」╴小川幹生和後藤的共居生活。
該小說被NHK改編，並在NHK總合「電視劇10」時段播放的連續電視劇，由志尊淳所主演、於2018年1月播放。

## 簡介
外觀像一位漂亮的女性，實質是男兒身、性取向為女性的跨性別人士的美紀是一名在時尚雜誌工作的白領。與同事薰和仲村一起，享受忙碌但充實的「女子的生活」。有天，高中同學的後藤到訪她的房間。看見她的樣子而震驚的後藤表示「身上沒有錢亦沒有可以依賴的人，希望她可以幫助自己」、她以協助她準備聯誼爲設定條件收留後藤。聯誼當日，在美紀面前，一名叫唯的心機女性出現。美紀和唯，產生「女性」同士之間戰爭…(取至公式網站)

## 登場人物
小川幹生
故事主角。在專門學校畢業後，在アパレルメーカー工作。常以「美紀」（日語：みき）作爲稱呼。
後藤
小川的兒時朋友。
仲村
小川的同事。
かおり
小川的同事。
とも
美紀在專門學校時期的同學和親友。美紀的前室友。
ケンイチ
聯誼對象。

## 書籍
- 『與你在這房間』（日文：この部屋で君と）「女子的生活」（2014年9月1日發售）、新潮文庫nex、ISBN 978-4-10-180005-9
- 『女子的生活』2016年8月20日初版發行（2016年8月22日發售）、新潮社、ISBN 978-4-10-312052-0

## 電視劇
由NHK大阪電視台所制作的連續電視劇，在NHK總合「電視劇10」時段，於2018年1月5日至1月26日播放。全4集。主演爲志尊淳、而本作亦是他初次擔任NHK電視劇主角。跨性別模特兒、寫作等活動的西原さつき作爲跨性別角色指導，並負責指導主角的說話演譯。
NHK總合在2018年3月12日（11日深夜）和13日（12日深夜）連續2夜再度播放全劇。

### 角色

#### 主要人物
- 小川幹生（みき） - 志尊淳
- 後藤忠臣 - 町田啓太
- 薰 - 玉井詩織（桃色幸運草Z）
- 仲村 - 玄理
- 唯 - 小芝風花
- 板倉 - 羽場裕一
- 鈴木慶一
- 楠見薫
- 小松健悦

#### 客串
- 第2集
  - 高山田（迷你先生） - 中島廣稀
  - ともちゃん - 西原さつき（第4話）
  - 銚子導演‐ 夙川アトム（第3話）
- 第3集
  - 柳原美穂 - 前田亜季
  - 美穗母親 - 山村紅葉
  - 小川敏生 - 鈴木裕樹
  - 小川多恵子 ‐ 小牧芽美
  - 小川富生 - 本田博太郎
- 第4集
  - マナミ - 土村芳
  - 高田健一 - 山口翔悟

### 工作人員
- 原作 - 坂木司『女子的生活』
- 編劇 - 坂口理子
- 音效 - 鈴木慶一
- 跨性別角色指導 - 西原さつき
- 製作統籌 - 三鬼一希
- 製作人ー - 木村明廣
- 導演 - 新田真三、中野亮平

### 放送日程
| 集數   | 播放日期 | 標題 | 導演     |
| ------ | -------- | ---- | -------- |
| 第1回  | 1月05日  |      | 新田真三 |
| 第2回  | 1月12日  |      | 新田真三 |
| 第3回  | 1月19日  |      | 中野亮平 |
| 最終回 | 1月26日  |      | 中野亮平 |

### 獎項
- 銀河賞 2018年1月度月間獎
- 第11回 CONFiDENCE日劇大獎 主演男主角獎（志尊淳）

## 外部連結
- 坂木司 『女子的生活』 （页面存档备份，存于） - 新潮社
- 女子的生活 （页面存档备份，存于） - NHK 電視劇10
- 女子的生活 - allcinema